# Chiesa di Sant'Antonio di Padova (Schilpario)
La chiesa di Sant'Antonio di Padova è la parrocchiale di Schilpario, in provincia e diocesi di Bergamo; fa parte del vicariato di Vilminore.

## Storia
La primitiva chiesa di Schilpario di cui si abbia notizia fu costruita nel 1338 ed elevata a parrocchiale il 26 marzo 1387, affrancandosi dalla matrice di San Giorgio di Vilmaggiore. Dalla relazione della visita pastorale del 1575 dell'arcivescovo di Milano Carlo Borromeo si apprende che la chiesa di Schilpario aveva tre altari e che versava, come il campanile, in pessime condizioni. La torre fu ricostruita tra il 1641 ed il 1642 e la chiesa venne probabilmente restaurata in quello stesso periodo; quest'ultima fu riconsacrata nel 1660. 
Il 14 maggio 1664 fu posta la prima pietra dell'attuale parrocchiale, che venne aperta al culto nel 1682. Il campanile fu sopraelevato nel 1784 e, nel 1960, posato il nuovo pavimento del presbiterio. L'anno successivo venne ridipinta la chiesa. Nel 1971 la parrocchiale, già inserita nella vicaria di Vilminore, passò alla zona pastorale I, per poi essere nuovamente aggregata nel 1979 al vicariato di Vilminore, Che era stato ricostituito proprio in quell'anno in seguito all'emanazione di un decreto vescovile. Infine, nel 1981 la chiesa subì un importante lavoro di restauro.

## Descrizione

### Esterno
L'edificio di culto è anticipato su entrambi i lati dal sagrato di misura inferiore sul fronte principale che presenta il classico orientamento liturgico con abside a est. La facciata molto semplice ospita nella parte centrale l'ingresso principale con paraste e timpano semicircolare sagomato e nella parte superiore una serliana atta a illuminare l'interno. Il frontone si conclude con timpano triangolare, dove è posta una croce a mosaico composto di tessere di loppa, che sono le scorie d'altoforno delle miniere locali. La parete a settentrione ospita le due entrate laterali sempre in occhiolino del territorio che riprendono il portale principale.
Uno dei due ingressi presenta nella parte superiore una nicchia dove è posta la statua del santo titolare, forse proveniente dalla chiesa originaria. L'esterno della chiesa testimonia von tracce gli ampliamenti strutturali che si sono susseguiti nel tempo. L'esterno in questi ultimi anni (2022/2023) ha subito delle modifiche, si è progettato e in seguito costruito il portico lungo una delle facciate laterali
La torre campanaria alta 42 metri, fu innalzata nel 1664, come indicato sull'architrave del portoncino d'ingresso e termina con la statua del XVIII secolo di sant'Antonio abate.

### Interno
L'interno della chiesa a unica navata presenta tre altari per lato, che ospitano arredi eseguiti da numerosi artisti con opere di rilievo tra i quali Lattanzio Querena con la pala: San Carlo Borromeo e san Luigi Gonzaga, Giovanni Brighenti e di Antonio Cifrondi Sant'Antonio di Padova che contempla Gesù bambino. Di particolare importanza è l'ancona dell'altare della Madonna del Rosario realizzata da Giovanni Giuseppe Piccini nel 1719.